# Emygdio de Barros
Emygdio de Barros ou Emígdio de Barros ou Emídio de Barros (Paraíba do Sul, 1895 - Rio de Janeiro, 5 de maio de 1986) foi pintor brasileiro com obra associada aos conceitos de arte bruta (conceito de Jean Dubuffet) e arte virgem (conceito de Mário Pedrosa). Por causa da alta qualidade artística de suas pinturas, sua obra foi incorporada na coleção do Museu de Imagens do Inconsciente tombada pelo IPHAN.

## Vida
De origem humilde, Emygdio de Barros nasceu em 1895 no interior do estado do Rio de Janeiro, apesar de ter revelado uma habilidade manual fora do comum desde a infância e ter sido o primeiro da classe na escola primária e no curso secundário, acabou ingressando no curso técnico de torneiro mecânico e, após sua conclusão, ingressou no Arsenal de Marinha.
Na Marinha, ele se destaca pelos desenhos, sendo enviado para França, onde realizou um curso de aperfeiçoamento de duração de dois anos. Após concluir o curso e retornar ao Brasil em 1924, ele abandona sua função e passa a perambular pelas ruas, o que o levou a ser internado no hospital da Praia Vermelha, com diagnóstico de esquizofrenia.
Em 1944, Emygdio de Barros foi transferido para o Centro Psiquiátrico Pedro II do Hospital Gustavo Riedel, situado no Engenho de Dentro. Três anos depois, em fevereiro de 1947, depois de mais de duas décadas de internação em diferentes instituições psiquiátricas, Emygdio passou a freqüentar o ateliê da Seção de Terapêutica Ocupacional criado por Nise da Silveira no hospital de Engenho de Dentro. A partir de então, Emydgio se destacou como um dos camafeus de Nise, um conjunto de pintores que foram descobertos entre os internados no hospital cuja obra apresentava um elevado nível artístico, revelando talento incomum, sendo comparado ao pintor francês Henri Matisse, mas que não era reconhecido por causa do preconceito com os pacientes mentais que havia na época. O talento de Emydgio havia sido uma descoberta do pintor alemão Almir Mavignier.
Emygdio de Barros produziu uma vasta obra com mais de 3.300 pinturas, guaches e desenhos, sendo classificada nos estilos arte bruta, proposto por Jean Dubuffet, arte virgem de Mário Pedrosa e arte concreta.

## Recepção e crítica artística
Suas obras, assim como a de outros artistas que se encontravam ocultos pelos preconceitos da época, estão associadas à arte concreta carioca, sendo a partir das primeiras exposições na década de 1940 aceitas no mundo da arte, pela sua notável qualidade. Críticos de arte como Mário Pedrosa e Abraham Palatnik, visitavam-no freqüentemente.
O poeta, membro da ABL e crítico de arte Ferreira Gullar e um dos principais conhecedores de arte no mundo lusófono se referiu à obra de Emygdio de Barros nestes termos:

 Emygdio de Barros é talvez o único gênio da pintura brasileira. Um gênio não é pior nem melhor que ninguém. Com respeito a ele não há termo de comparação: um gênio é uma solidão fulgurante, ultrapassa as medidas e as categorias. Não é possível defini-lo em função de escolas artísticas, vanguardas, estilos, métier. Com relação a Emygdio podemos afirmar que raramente alguma obra pictórica foi capaz de nos transmitir a sensação de deslumbramento que recebemos de seus quadros. Obras de arte há muitas e de grande beleza. Há aquelas que nos fascinam pelo equilíbrio de seus elementos, pela musicalidade de seus ritmos, como há outras, cuja força reside nos contrastes, na intensidade, na paixão. A maioria dessas obras participa de um processo cultural que as informa e nelas se reflete. Não é difícil catalogá-las e inseri-las neste ou naquele momento, nesta ou naquela tendência ou escola. A pintura de Emygdio está fora de tais condicionamentos e classificações.— Ferreira Gullar (1980)
Sobre a obra de Emydgio de Barros, o ensaísta e crítico de arte Mário Pedrosa escreveu que:

 Emygdio (...) constrói o seu mundo pela cor. A criação neste é por sucessividade; são camadas de imaginação que vêm e vão como ondas. Pode-se dizer que ele pinta de perto e imagina de longe. Suas paisagens, mesmo quando ao natural, não copiam a realidade, resultando formas tiradas do local e entrelaçadas a outros elementos imaginários. Esses motivos naturais, ele os apanha dia a dia e os vai acumulando na lanterna mágica de sua imaginária (...). Emugdio é uma placa sensível. Nada passa diante de sua retina com interesse pictórico sem ficar. Depois, na hora de transferir para a tela essas visões, o artista faz a depuração. Seleciona dentro desse caleidoscópio, que é sua imaginária interior, o que deve e o que não deve ser transformado em forma e em cor. Nesse esforço de seleção é que se esconde o drama de sua elaboração; a razão dessa sucessividade de quadros, por assim dizer, que ele vai pintando um por cima do outro, até encontrar a ordem final, relações plásticas que o satisfaçam. (...) Em sua pintura não se denota nem grotesco nem delírio nem pesadelo e sim uma força poética, um lirismo, um vigor metafísico, um humor, um expressionismo moderado de verdadeiro artista. Emygdio une o subjetivo ao objetivo numa trama pictórica sempre fascinante.— Mário Pedrosa (1980)

## Principais obras
Do vasto acervo produzido por Emygdio, destacam-se:
- Carnaval (óleo sobre tela, 1948);[10]
- Universal (óleo sobre tela, 1948);[10]
- O Municipal (óleo sobre tela, 1949).[10]